# My Prerogative (Britney Spears-dal)
A My Prerogative című dal az amerikai Britney Spears énekesnő 2004. szeptember 21-én megjelent kislemeze, mely Britney Greatest Hits: My Prerogative című válogatáslemezén jelent meg. A dalt eredetileg Bobby Brown vitte sikerre 1988-ban.
2004-ben Britney Spears amerikai énekesnő dolgozta fel a dalt a Bloodshy & Avant közreműködésével, mely svéd csapattal korábban Toxic című számán dolgozott negyedik, In the Zone című lemezén. Stockholmban készült a dal egy része, míg Spears vokálját Berlinben vette fel. 2004. augusztus 13-án Britney kiadója, a Jive Records bejelentette, az énekesnő feldolgozta a dalt, és első válogatásalbumán – mely a Greatest Hits: My Prerogative címet kapta – is helyet kap. 2004. szeptember 14-én kezdték játszani a rádiók. 4 nappal korábban kiszivárgott a dal. Britney feldolgozása jelentősen különbözik az eredeti változattól. Finnország, Írország, Izrael és Olaszország slágerlistáját is vezette. A dal Magyarországon a slágerlista 5. helyéig jutott.

## Videóklip
A videóklipet 2004 augusztusában forgatták, Jake Nava rendezte. A klip első premiere 2004 szeptember 16-án volt az MTV-n. A klipben feltűnik Britney akkori férje, Kevin Federline. A klip elején Britney egy Porsche 928-as autót vezet, amivel egy medencébe csapódik. Miután elhagyja  a medencét már a házban van bent, ahol több helységben is sétál. Ezután több más jelenet van bevágva Britneyről, fehérneműben fekszik és énekel egy ágyban. Akkori párja, Kevin több jelenetben is benne van, például kivetítőn nézi Britneyt miközben dohányzik. A klip végén következik az esküvő jelenet Kevinnel.
A Rolling Stone egyik cikkében Madonna "Like a Virgin" klipjéhez hasonlította a videót. Jennifer Vineyard (az MTV-től)
szerint a videó felidézi a 40-es és 50-es évek pornográf filmjeit.

## Slágerlistás helyezések
| Slágerlista (2004–05)                       | Legmagasabb helyezés |
| ------------------------------------------- | -------------------- |
| Australian Singles Chart                    | 7                    |
| Austrian Singles Chart                      | 7                    |
| Belgian Singles Chart (Flanders)            | 3                    |
| Belgian Singles Chart (Wallonia)            | 3                    |
| Czech Airplay Chart                         | 4                    |
| Danish Singles Chart                        | 3                    |
| Dutch Top 40                                | 10                   |
| Finnish Singles Chart                       | 1                    |
| French Singles Chart                        | 18                   |
| German Singles Chart                        | 3                    |
| Greek Singles Chart                         | 4                    |
| Hungarian Singles Chart                     | 5                    |
| Ír slágerlista                              | 1                    |
| Italian Singles Chart                       | 1                    |
| Japanese Singles Chart                      | 98                   |
| New Zealand Singles Chart                   | 17                   |
| Norwegian Singles Chart                     | 1                    |
| Portuguese Singles Chart                    | 4                    |
| Spanish Singles Chart                       | 2                    |
| Scottish Singles Chart                      | 3                    |
| Swedish Singles Chart                       | 6                    |
| Swiss Singles Chart                         | 4                    |
| Brit kislemezlista                          | 3                    |
| US Billboard Bubbling Under Hot 100 Singles | 1                    |
| US Mainstream Top 40 (Billboard)            | 22                   |

| Slágerlista (2004)               | Legmagasabb helyezés |
| -------------------------------- | -------------------- |
| Australian Singles Chart         | 93                   |
| Belgian Singles Chart (Flanders) | 81                   |
| Belgian Singles Chart (Wallonia) | 74                   |
| Italian Singles Chart            | 24                   |
| Swedish Singles Chart            | 68                   |
| Swiss Singles Chart              | 82                   |
| UK Singles Chart                 | 69                   |

| Ország            | Minősítés | Eladás |
| ----------------- | --------- | ------ |
| Ausztrália (ARIA) | Arany     | 35,000 |
| Norvégia (IFPI)   | Arany     | 5,000  |
| Svédország (GLF)  | Arany     | 10,000 |